# Baptiste Robert
Baptiste Robert est un chercheur en cybersécurité et hacker français officiant sous le pseudonyme de fs0c131y. Réserviste citoyen de la gendarmerie nationale, il est spécialisé dans la détection des signaux faibles sur Internet et dans la recherche de vulnérabilités. Il est connu pour avoir notamment mis en avant les faiblesses du logiciel Tchap (application de messagerie instantanée).

## Failles découvertes
- En 2017, il découvre une faille informatique dans son smartphone OnePlus permettant de prendre le contrôle de celui-ci grâce à l'application Android EngineerMode qui n'était protégée que par un mot de passe par défaut. Il détaille alors sa découverte sur Internet et interpelle le fabricant chinois qui fera face à un tollé et retirera l'application via une mise à jour du système d'exploitation[2].
- En 2018, il découvre une autre faille dans l'application mobile NaMo qui suivait l'actualité du Premier ministre de l'Inde Narendra Modi et envoyait à une entreprise américaine les données personnelles des utilisateurs à leur insu[3]. La communication de cette découverte a entraîné une crise politique : l'opposition au pouvoir en place, menée par Rahul Gandhi, a réclamé un débat au Parlement.
- En 2020, il découvre deux failles de sécurité dans Aarogya Setu, l'application mobile Indienne permettant de faire le traçage des contacts afin de lutter contre le Covid-19[4].

## Engagement politique
En juin 2024, il se présente aux élections législatives de 2024 dans la troisième circonscription de la Haute-Garonne. Le 11 juillet 2025, il est déclaré inéligible pendant un an par le Conseil constitutionnel.